# Ernesto Dalla Libera
Ernesto Dalla Libera (Zovencedo, 6 maggio 1884 – Vicenza, 13 giugno 1980) è stato un presbitero e un musicista italiano.

## Biografia
Dopo la scuola primaria entrò nel Seminario vescovile di Vicenza; già come chierico, con il permesso dei superiori e a proprie spese studiò pianoforte con Antonio Cisco e organo e armonia con Carlo Bortolan. 
Ordinato sacerdote nel 1908, nel 1913 fu destinato alla parrocchia di Araceli, 
come “addetto” alla chiesa. Sempre nel 1913 frequentò un corso gregoriano presso 
i Benedettini di Parma. Fu successivamente a Roma, ove fu allievo della 
Scuola Superiore di Musica Sacra con Raffaele Casimiri e Licinio Refice.
Quest'ultima esperienza fu particolarmente significativa nella sua formazione musicale/liturgica. 
In quegli anni, con la salita al soglio pontificio di Pio X, si era avviato un vero e proprio 
processo di restaurazione culturale, nel quale la tradizione del canto gregoriano e della 
grande polifonia sacra rinascimentale veniva indicata come strada da seguire contro la 
pratica della musica liturgica ottocentesca, pervasa da atmosfere melodrammatiche e profane. 
Questo movimento (che si chiamò ceciliano) fu fatto proprio dal vescovo di allora, Mons. Ferdinando Rodolfi, 
che lo invitò a realizzare un effettivo rinnovamento liturgico a Vicenza e in Italia.
Nel 1922 fondò e diresse una Scuola Ceciliana per la formazione di maestri e organisti parrocchiali. Nel 1924 la Scuola si trasformò in Istituto Diocesano di Musica Sacra che oggi porta il suo nome.
Dal 1923 al 1935 fu attivissimo segretario generale dell'Associazione 
Italiana S. Cecilia, che riorganizzò e diffuse come fino allora non era avvenuto, e ne portò la sede a Vicenza. Il “Bollettino 
Ceciliano” - organo ufficiale informativo dell'Associazione - fu arricchito di una Appendice Musicale e toccò le 13 000 copie. 
Mons. Dalla Libera fu attivamente presente in tutti i Congressi dell'AISC, ma il suo capolavoro fu l'organizzazione del XIII Congresso che si tenne nel 1923 a Vicenza.
È stato direttore della Schola Cantorum del Seminario di Vicenza dal 1908 al 1968, che faceva servizio nel Duomo di Vicenza come Cappella Musicale. Tra il 1951 e il 1966 Mons. Dalla Libera ideò e organizzò i Turni di servizio dei cori parrocchiali nella Cattedrale di Vicenza: accanto alla Schola Cantorum del Seminario, si alternarono anno dopo anno nelle messe domenicali numerosissimi gruppi vocali provenienti da tutta la Diocesi di Vicenza.
Mons. Ernesto Dalla Libera ebbe interessi anche nel campo dei concerti di campane. 
Favorì infatti l'affermazione ufficiale del Sistema Veronese,
il sistema a campane "giranti" più recente. Inserì e fece apprezzare esecuzioni 
concertistiche nei Congressi di Musica Sacra di Vicenza del 1923 e di Verona del 1929, 
promosse inoltre l'inserimento di suonate ispirate a brani religiosi, componendo brani egli stesso.
Era zio dell'organista e compositore Sandro Dalla Libera.

## Opere letterarie e saggi
- Memorie di un nonagenario: sul XIII Congresso Nazionale dell'Associazione Italiana di S. Cecilia celebrato a Vicenza nel settembre 1923, Vicenza, Esca, 1978
- Diari della cattedrale: 1951-1966, (a cura di Giuseppe Negretto e Mario Saccardo), Vicenza, Esca, 1990
- Scritti e memorie musicali, (a cura di Giuseppe Negretto e Flavio Dalla Libera), Vicenza, Esca, 2000